# Список медалістів Олімпійських ігор з лижного двоборства
У цій статті наведено список усіх медалістів Олімпійських ігор з лижного двоборства.

## Змагання серед чоловіків

### індивідуальні змагання: стрибки з нормального трампліна + перегони на 15 км
У 1924-2006 роках змагання називалися "індивідуальні змагання за системою Гундерсена на 18 км/ 15 км" і складалися з двох стрибків з нормального трампліна + перегонів на 18 км/ 15 км. Починаючи з 2006 року один бал різниці в стрибках з трампліна означає, що суперник розпочинає перегони з 4-хсекундним відставанням. Починаючи з зимових Олімпійських ігор 2010 у Ванкувері виконують тільки один стрибок з трампліна, а далі перегони на 10 км за системою Ґундерсена. Різниця в балах на трампліні означала таку різницю в часі на старті лижних перегонів: 1988–1992 – 1 бал = 6,7 секунди, 1994 – 1 бал = 6,5 секунди, 1998 – 1 бал = 6 секунд, 2002 – 1 бал = 5 секунд.
| Ігри                     | Золото                                  | Срібло                            | Бронза                                  |
| ------------------------ | --------------------------------------- | --------------------------------- | --------------------------------------- |
| Шамоні 1924              | Торлейф Геуг · Норвегія                 | Торальф Стремстад · Норвегія      | Йоган Греттумсбротен · Норвегія         |
| Санкт-Моріц 1928         | Йоган Греттумсбротен · Норвегія         | Ганс Віньяренґен · Норвегія       | Йон Снерсруд · Норвегія                 |
| Лейк-Плесід 1932         | Йоган Греттумсбротен (2) · Норвегія     | Оле Стенен · Норвегія             | Ганс Віньяренґен · Норвегія             |
| Гарміш-Партенкірхен 1936 | Оддб'єрн Гаґен · Норвегія               | Олаф Гоффсбаккен · Норвегія       | Сверре Бродаль · Норвегія               |
| Санкт-Моріц 1948         | Хейккі Хасу · Фінляндія                 | Мартті Хухтала · Фінляндія        | Свен Ісраельссон · Швеція               |
| Осло 1952                | Сімон Слоттвік · Норвегія               | Хейккі Хасу · Фінляндія           | Сверре Стенерсен · Норвегія             |
| Кортіна-д'Ампеццо 1956   | Сверре Стенерсен · Норвегія             | Бенґт Ерікссон · Швеція           | Францішек Гонсениця Ґронь · Польща      |
| Скво-Веллі 1960          | Ґеорґ Тома · Об'єднана німецька команда | Тормод Кнутсен · Норвегія         | Микола Гусаков · СРСР                   |
| Інсбрук 1964             | Тормод Кнутсен · Норвегія               | Микола Кисельов · СРСР            | Ґеорґ Тома · Об'єднана німецька команда |
| Гренобль 1968            | Франц Келер · Західна Німеччина         | Алоїс Келін · Швейцарія           | Андреас Кунц · НДР                      |
| Саппоро 1972             | Ульріх Велінґ · НДР                     | Рауно Міеттінен · Фінляндія       | Карл-Гайнц Люк · НДР                    |
| Інсбрук 1976             | Ульріх Велінґ · НДР                     | Урбан Геттіх · Західна Німеччина  | Конрад Вінклер · НДР                    |
| Лейк-Плесід 1980         | Ульріх Велінґ (3) · НДР                 | Йоуко Кар'ялайнен · Фінляндія     | Конрад Вінклер (2) · НДР                |
| Сараєво 1984             | Том Сандберґ · Норвегія                 | Йоуко Кар'ялайнен (2) · Фінляндія | Юкка Юліпуллі · Фінляндія               |
| Калгарі 1988             | Іпполіт Кемпф · Швейцарія               | Клаус Зульценбахер · Австрія      | Аллар Леванді · СРСР                    |
| Альбервіль 1992          | Фабріс Гі · Франція                     | Сільвен Гійом · Франція           | Клаус Зульценбахер · Австрія            |
| Ліллегаммер 1994         | Фред Берре Лундберґ · Норвегія          | Таканорі Коно · Японія            | Б'ярте Енґен Вік · Норвегія             |
| Наґано 1998              | Б'ярте Енґен Вік · Норвегія             | Самппа Лаюнен · Фінляндія         | Валерій Столяров · Росія                |
| Солт-Лейк-Сіті 2002      | Самппа Лаюнен · Фінляндія               | Яакко Таллус · Фінляндія          | Фелікс Ґоттвальд · Австрія              |
| Турин 2006               | Георг Геттіх · Німеччина                | Фелікс Ґоттвальд · Австрія        | Магнус Моан · Норвегія                  |
| Ванкувер 2010            | Джейсон Ламі-Шаппюї · Франція           | Джонні Спіллейн · США             | Алессандро Піттін · Італія              |
| Сочі 2014                | Ерік Френцель · Німеччина               | Ватабе Акіто · Японія             | Магнус Круг · Норвегія                  |
| Пхьончхан 2018           | Ерік Френцель (2) · Німеччина           | Ватабе Акіто (2) · Японія         | Лукас Клапфер · Австрія                 |
| Пекін 2022               | Фінценц Гайгер · Німеччина              | Єрген Гробак · Норвегія           | Лукас Грайдерер · Австрія               |

- Медалі:

| Місце | Країна    | Золото | Срібло | Бронза | Загалом |
| ----- | --------- | ------ | ------ | ------ | ------- |
| 1     | Норвегія  | 10     | 6      | 8      | 25      |
| 2     | Німеччина | 9      | 1      | 5      | 15      |
| 3     | Фінляндія | 2      | 7      | 1      | 10      |
| 4     | Франція   | 2      | 1      | -      | 3       |
| 5     | Швейцарія | 1      | 1      | -      | 2       |
| 6     | Японія    | -      | 3      | -      | 3       |
| 7     | Австрія   | -      | 2      | 4      | 6       |
| 8     | СРСР      | -      | 1      | 2      | 3       |
| 9     | Швеція    | -      | 1      | 1      | 2       |
| 10    | США       | -      | 1      | -      | 2       |
| 11    | Італія    | -      | -      | 1      | 1       |
| 11    | Польща    | -      | -      | 1      | 1       |
| 11    | Росія     | -      | -      | 1      | 1       |

### індивідуальні змагання: стрибки з великого трампліна + перегони на 10 км
Раніше змагання називалися "спринт на 7,5 км" і складалися з одного стрибка з великого трампліна + перегонів на 7,5 км за системою Ґундерсена. Починаючи з 2010 року дистанцію збільшили до 10 км. Один бал різниці в стрибках з трампліна означає 4 секунди різниці в часі на старті лижних перегонів.
| Ігри                | Золото                      | Срібло                       | Бронза                     |
| ------------------- | --------------------------- | ---------------------------- | -------------------------- |
| Солт-Лейк-Сіті 2002 | Самппа Лаюнен · Фінляндія   | Ронні Аккерман · Німеччина   | Фелікс Ґоттвальд · Австрія |
| Турин 2006          | Фелікс Ґоттвальд · Австрія  | Магнус Моан · Норвегія       | Георг Геттіх · Німеччина   |
| Ванкувер 2010       | Білл Демонг · США           | Джонні Спіллейн · США        | Бернгард Грубер · Австрія  |
| Сочі 2014           | Єрген Гробак · Норвегія     | Магнус Моан (2) · Норвегія   | Фабіан Рісле · Німеччина   |
| Пхьончхан 2018      | Йоганнес Рідцек · Німеччина | Фабіан Рісле · Німеччина     | Ерік Френцель · Німеччина  |
| Пекін 2022          | Єрген Гробак · Норвегія     | Єнс Лурос Офтебру · Норвегія | Ватабе Акіто · Японія      |

| Медалі  |                 |        |        |        |         |
| Місце   | Країна          | Золото | Срібло | Бронза | Загалом |
| 1       | Норвегія (NOR)  | 2      | 3      | 0      | 5       |
| 2       | Німеччина (GER) | 1      | 2      | 3      | 6       |
| 3       | США (USA)       | 1      | 1      | 0      | 2       |
| 4       | Австрія (AUT)   | 1      | 0      | 2      | 3       |
| 5       | Фінляндія (FIN) | 1      | 0      | 0      | 1       |
| 6       | Японія (JPN)    | 0      | 0      | 1      | 1       |
| Загалом | 6 країн         | 6      | 6      | 6      | 18      |

### Командні змагання 4x5 км (3x10 км: 1988–1994)
Кожен член команди виконує по одному стрибку з великого трампліна. Бали за ці стрибки сумуються. І різниця між сумами балів команд перетворюється на різницю в часі, з якою вони розпочинають лижні перегони. Різниця 1 бал означає, що команда розпочинає лижні перегони з відставанням 1,33 секунди. Раніше відношення були такі: 1988–1994 – 1 бал = 5 секунд, 1998 – 1 бал = 3 секунди, 2002 – 1 бал = 1,5 секунди, 2006 – 1 бал = 1 секунда.
| Ігри                | Золото                                                                          | Срібло                                                                     | Бронза                                                                       |
| ------------------- | ------------------------------------------------------------------------------- | -------------------------------------------------------------------------- | ---------------------------------------------------------------------------- |
| Калгарі 1988        | ФРН (FRG) Томас Мюллер Ганс-Петер Поль Губерт Шварц                             | Швейцарія (SUI) Фреді Ґланцман Іпполіт Кемпф Андреас Шад                   | Австрія (AUT) Гансйорг Ашенвальд Гюнтер Ксар Клаус Зульценбахер              |
| Альбервіль 1992     | Японія (JPN) Рейніті Міката Таканорі Коно Кендзі Оґівара                        | Норвегія (NOR) Кнут Торе Апеланд Фред Берре Лундберґ Тронд-Ейнар Елден     | Австрія (AUT) Клаус Офнер Штефан Крайнер Клаус Зульценбахер                  |
| Ліллегаммер 1994    | Японія (JPN) Таканорі Коно Масасі Абе Кендзі Оґівара                            | Норвегія (NOR) Кнут Торе Апеланд Б'ярте Енґен Вік Фред Берре Лундберґ      | Швейцарія (SUI) Жан-Ів Куенде Іпполіт Кемпф Андреас Шад                      |
| Наґано 1998         | Норвегія (NOR) Галлдор Скард Кеннет Бротен Б'ярте Енґен Вік Фред Берре Лундберґ | Фінляндія (FIN) Самппа Лаюнен Ярі Мантіла Тапіо Нурмела Ханну Маннінен     | Франція (FRA) Сільвен Гійом Ніколя Баль Людовік Руа Фабріс Гі                |
| Солт-Лейк-Сіті 2002 | Фінляндія (FIN) Ярі Мантіла Ханну Маннінен Яакко Таллус Самппа Лаюнен           | Німеччина (GER) Б'єрн Кірхайзен Георг Геттіх Марсель Геліґ Ронні Аккерман  | Австрія (AUT) Крістоф Білер Міхаель Грубер Маріо Штехер Фелікс Ґоттвальд     |
| Турин 2006          | Австрія (AUT) Міхаель Грубер Крістоф Білер Фелікс Ґоттвальд Маріо Штехер        | Німеччина (GER) Б'єрн Кірхайзен Георг Геттіх Ронні Аккерман Єнс Гайзер     | Фінляндія (FIN) Антті Куїсма Анссі Койвуранта Яакко Таллус Ханну Маннінен    |
| Ванкувер 2010       | Австрія (AUT) Бернгард Грубер Фелікс Ґоттвальд Маріо Штехер Давид Крайнер       | США (USA) Бретт Камерота Тодд Лодвік Джонні Спіллейн Білл Демонг           | Німеччина (GER) Йоганнес Рідцек Тіно Едельманн Ерік Френцель Б'єрн Кірхайзен |
| Сочі 2014           | Норвегія (NOR) Єрген Гробак Говард Клеметсен Магнус Круг Магнус Моан            | Німеччина (GER) Ерік Френцель Б'єрн Кірхайзен Фабіан Рісле Йоганнес Рідцек | Австрія (AUT) Крістоф Білер Бернгард Грубер Лукас Клапфер Маріо Штехер       |
| Пхьончхан 2018      | Німеччина (GER) Фінценц Гайгер Фабіан Рісле Ерік Френцель Йоганнес Рідцек       | Норвегія (NOR) Ян Шмід Еспен Андерсен Ярл Магнус Рібер Єрген Гробак        | Австрія (AUT) Вільгельм Деніфль Лукас Клапфер Бернгард Грубер Маріо Зайдль   |
| Пекін 2022          | Норвегія (NOR) Еспен Б'єрнстад Еспен Андерсен Єнс Лурос Офтебру Єрген Гробак    | Німеччина (GER) Мануель Файст Юліан Шмід Ерік Френцель Фінценц Гайгер      | Японія (JPN) Ватабе Йосіто Наґаї Хідеакі Ватабе Акіто Ямамото Рьота          |

- Медалі:

| Місце | Країна    | Золото | Срібло | Бронза | Загалом |
| ----- | --------- | ------ | ------ | ------ | ------- |
| 1     | Норвегія  | 3      | 3      | 0      | 5       |
| 2     | Австрія   | 2      | 0      | 5      | 7       |
| 3     | Японія    | 2      | 0      | 1      | 3       |
| 4     | Німеччина | 1      | 4      | 1      | 6       |
| 5     | Фінляндія | 1      | 1      | 1      | 1       |
| 6     | ФРН       | 1      |        |        | 1       |
| 7     | Швейцарія | -      | 1      | 1      | 2       |
| 8     | США       | -      | 1      |        | 1       |
| 9     | Франція   | -      |        | 1      | 1       |

## Статистика

### Володарі найбільшої кількості медалей
Спортсмени, що здобули чотири й більше олімпійські медалі з лижного двоборства:
| Спортсмен           | Країна          | Медальні роки | Золото | Срібло | Бронза | Загалом |
| ------------------- | --------------- | ------------- | ------ | ------ | ------ | ------- |
| Ерік Френцель       | Німеччина (GER) | 2010–2022     | 3      | 2      | 2      | 7       |
| Фелікс Ґоттвальд    | Австрія (AUT)   | 2002–2010     | 3      | 1      | 3      | 7       |
| Єрген Гробак        | Норвегія (NOR)  | 2014-2022     | 4      | 2      | 0      | 6       |
| Самппа Лаюнен       | Фінляндія (FIN) | 1998–2002     | 3      | 2      | 0      | 5       |
| Фред Берре Лундберґ | Норвегія (NOR)  | 1992–1998     | 2      | 2      | 0      | 4       |
| Б'ярте Енґен Вік    | Норвегія (NOR)  | 1994–1998     | 2      | 1      | 1      | 4       |
| Йоганнес Рідцек     | Німеччина (GER) | 2010–2018     | 2      | 1      | 1      | 4       |
| Маріо Штехер        | Австрія (AUT)   | 2006–2014     | 2      | 0      | 2      | 4       |
| Георг Геттіх        | Німеччина (GER) | 2002–2006     | 1      | 2      | 1      | 4       |
| Магнус Моан         | Норвегія (NOR)  | 2006, 2014    | 1      | 2      | 1      | 4       |
| Фабіан Рісле        | Німеччина (GER) | 2014–2018     | 1      | 2      | 1      | 4       |
| Бернгард Грубер     | Австрія (AUT)   | 2010–2018     | 1      | 0      | 3      | 4       |
| Б'єрн Кірхайзен     | Німеччина (GER) | 2002–2014     | 0      | 3      | 1      | 4       |
| Клаус Зульценбахер  | Австрія (AUT)   | 1988–1992     | 0      | 1      | 3      | 4       |

### Медалей за рік
| × | НОК не існував або не брав участі | № | Кількість медалей, які здобув НОК | – | НОК не здобув жодної медалі |

| NOC                              | 24 | 28 | 32 | 36 | 48 | 52 | 56 | 60 | 64 | 68 | 72 | 76 | 80 | 84 | 88 | 92 | 94 | 98 | 02 | 06 | 10 | 14 | 18 | Загалом |
| -------------------------------- | -- | -- | -- | -- | -- | -- | -- | -- | -- | -- | -- | -- | -- | -- | -- | -- | -- | -- | -- | -- | -- | -- | -- | ------- |
| Австрія (AUT)                    | –  | –  | –  | –  | –  | –  | –  | –  | –  | –  | –  | –  | –  | –  | 2  | 2  | –  | –  | 3  | 3  | 2  | 1  | 2  | 15      |
| Фінляндія (FIN)                  | –  | –  | –  | –  | 2  | 1  | –  | –  | –  | –  | 1  | –  | 1  | 2  | –  | –  | –  | 2  | 4  | 1  | –  | –  | –  | 14      |
| Франція (FRA)                    | –  | –  | –  | –  | –  | –  | –  | –  | –  | –  | –  | –  | –  | –  | –  | 2  | –  | 1  | –  | –  | 1  | –  | –  | 4       |
| Німеччина (GER)                  | ×  | –  | –  | –  | ×  | –  | ×  | ×  | ×  | ×  | ×  | ×  | ×  | ×  | ×  | –  | –  | –  | 2  | 3  | 1  | 3  | 5  | 14      |
| Об'єднана німецька команда (EUA) | ×  | ×  | ×  | ×  | ×  | ×  | –  | 1  | 1  | ×  | ×  | ×  | ×  | ×  | ×  | ×  | ×  | ×  | ×  | ×  | ×  | ×  | ×  | 2       |
| НДР (GDR)                        | ×  | ×  | ×  | ×  | ×  | ×  | ×  | ×  | ×  | 1  | 2  | 2  | 2  | –  | –  | ×  | ×  | ×  | ×  | ×  | ×  | ×  | ×  | 7       |
| ФРН (FRG)                        | ×  | ×  | ×  | ×  | ×  | ×  | ×  | ×  | ×  | 1  | –  | 1  | –  | –  | 1  | ×  | ×  | ×  | ×  | ×  | ×  | ×  | ×  | 3       |
| Італія (ITA)                     | –  | –  | –  | –  | –  | –  | –  | –  | –  | –  | –  | –  | –  | –  | –  | –  | –  | –  | –  | –  | 1  | –  | –  | 1       |
| Японія (JPN)                     | ×  | –  | –  | –  | ×  | –  | –  | –  | –  | –  | –  | –  | –  | –  | –  | 1  | 2  | –  | –  | –  | –  | 1  | 1  | 5       |
| Норвегія (NOR)                   | 3  | 3  | 3  | 3  | –  | 2  | 1  | 1  | 1  | –  | –  | –  | –  | 1  | –  | 1  | 3  | 2  | –  | 2  | –  | 4  | 1  | 31      |
| Польща (POL)                     | –  | –  | –  | –  | –  | –  | 1  | –  | –  | –  | –  | –  | –  | –  | –  | –  | –  | –  | –  | –  | –  | –  | –  | 1       |
| СРСР (URS)                       | ×  | ×  | ×  | ×  | ×  | ×  | –  | 1  | 1  | –  | –  | –  | –  | –  | 1  | ×  | ×  | ×  | ×  | ×  | ×  | ×  | ×  | 3       |
| Росія (RUS)                      | ×  | ×  | ×  | ×  | ×  | ×  | ×  | ×  | ×  | ×  | ×  | ×  | ×  | ×  | ×  | ×  | –  | 1  | –  | –  | –  | –  | ×  | 1       |
| Швеція (SWE)                     | –  | –  | –  | –  | 1  | –  | 1  | –  | –  | –  | –  | –  | –  | –  | –  | –  | –  | –  | –  | –  | –  | –  | –  | 2       |
| Швейцарія (SUI)                  | –  | –  | –  | –  | –  | –  | –  | –  | –  | 1  | –  | –  | –  | –  | 2  | –  | 1  | –  | –  | –  | –  | –  | –  | 4       |
| США (USA)                        | –  | –  | –  | –  | –  | –  | –  | –  | –  | –  | –  | –  | –  | –  | –  | –  | –  | –  | –  | –  | 4  | –  | –  | 4       |

### Всі три медалісти однієї країни
| Ігри                     | Дисципліна            | НОК             | Золото               | Срібло            | Бронза               |
| Шамоні 1924              | Нормальний трамплін * | Норвегія (NOR)  | Торлейф Геуг         | Торальф Стремстад | Йоган Греттумсбротен |
| Санкт-Моріц 1928         | Нормальний трамплін   | Норвегія (NOR)  | Йоган Греттумсбротен | Ганс Віньяренґен  | Йон Снерсруд         |
| Лейк-Плесід 1932         | Нормальний трамплін * | Норвегія (NOR)  | Йоган Греттумсбротен | Оле Стенен        | Ганс Віньяренґен     |
| Гарміш-Партенкірхен 1936 | Нормальний трамплін   | Норвегія (NOR)  | Оддб'єрн Гаґен       | Олаф Гоффсбаккен  | Сверре Бродаль       |
| Пхьончхан 2018           | Великий трамплін      | Німеччина (GER) | Йоганнес Рідцек      | Фабіан Рісле      | Ерік Френцель        |

- * Спортсмени однієї країни посіли перші чотири місця.